# Granville Proby (4e comte de Carysfort)
Granville Leveson Proby, 4e comte de Carysfort (14 septembre 1824 - 18 mai 1872), est un homme politique libéral britannique. Il est contrôleur de la Maison entre 1859 et 1866.

## Biographie
Il est né à Bushy Park, dans le comté de Wicklow, deuxième fils de l'amiral Granville Proby (3e comte de Carysfort), de Isabella Howard, fille d'Hugh Howard. Il est connu sous le titre de courtoisie de Lord Proby en 1858 à la mort de son frère aîné. Il sert avec le 74e régiment d'infanterie et atteint le rang de capitaine.
En 1858, il est élu à la Chambre des communes pour le comté de Wicklow et sert sous Lord Palmerston, puis Lord Russell en tant que contrôleur de la maison de 1859 à 1866. En 1868, il succède à son père comme comte et entre à la Chambre des lords. Il est admis au Conseil privé en 1859 et fait chevalier de l'ordre de Saint-Patrick en 1869,.
Lord Carysfort épouse Augusta Maria Hare, fille de William Hare (2e comte de Listowel), en 1853. Le couple est sans enfant. Il meurt à Florence, en Italie, en mai 1872, à l'âge de 47 ans. Son frère cadet, William, lui succède. La comtesse de Carysfort meurt à Grosvenor Crescent, à Londres, en mars 1881, à l'âge de 48 ans.